# ジョン・デミャニュク

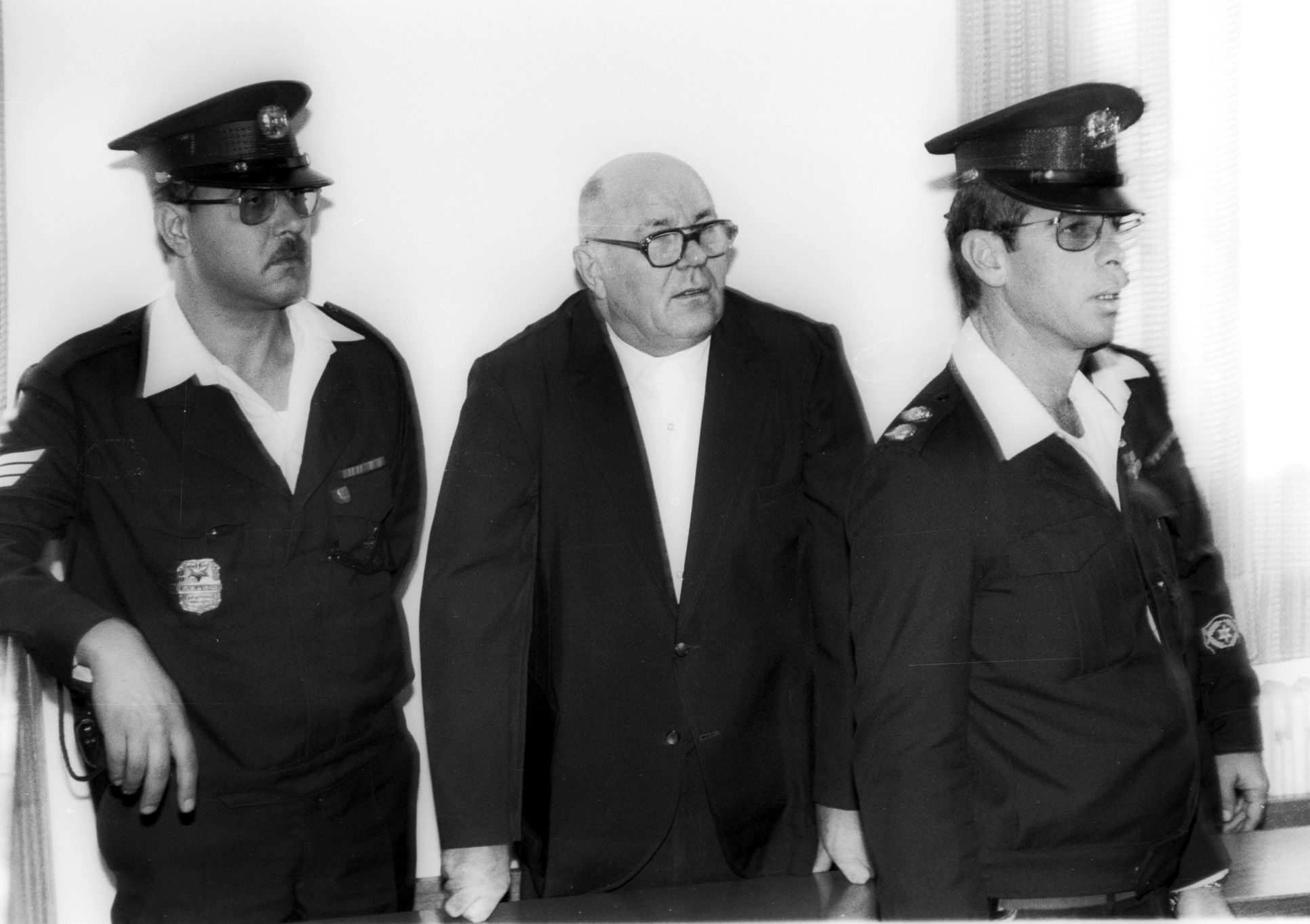
1986年のジョン・デミャニュク

ジョン・デミャニュク（英: John Demjanjuk）、生誕時はイヴァン・デミャニュク（ウクライナ語: Іван Демьянюк）（1920年4月3日 - 2012年3月17日）は、元ソ連赤軍軍人、ナチス・ドイツの強制収容所のウクライナ人看守。姓については、デミャニュークと書かれることもある。

## 略歴

### 捕虜から看守へ
ポーランド・ソヴィエト戦争さなかの1920年3月17日、ウクライナのジトーミル州ベルドィーチウの農家の家庭に生まれる 。12歳の時にホロドモールを経験したとされ、これが彼自身に後々まで大きなトラウマを残したと主張しているが、2009年に彼の故郷で行われたインタビューによると、当時は近所のユダヤ人家族と同居して満足な生活が送れていたという証言もある。
成人後は、当初集団農場のトラクター運転手として働いていたが、ポーランド侵攻後の1941年にソ連赤軍に入隊。独ソ戦開始後、1942年にドイツ軍の捕虜となる。その後、ヒヴィとして働くようになり、ナチスのソビボル強制収容所、マイダネク強制収容所、フロッセンビュルク強制収容所で看守として勤務するようになる。
45年末、ロシア解放軍に入隊。
1952年2月9日、家族とともにアメリカ合衆国海軍輸送船「ゼネラル・W・G・ハーン」にてドイツからアメリカ合衆国に亡命し、ニューヨークへ移住した。1958年アメリカ合衆国国籍を取得し、その際名前を「イワン」からイギリス風の「ジョン」へと改名した。
1975年、ウクライナ地元の新聞社によって作成された、対敵協力者の疑いのある在アメリカ合衆国ウクライナ人のリストに登録された 。この時、リストを作成したミハエル・ハヌシャク (Michael Hanusiak) は、既にデミャニュクの看守時のIDカードを入手していた 。

### 裁判

#### イスラエル

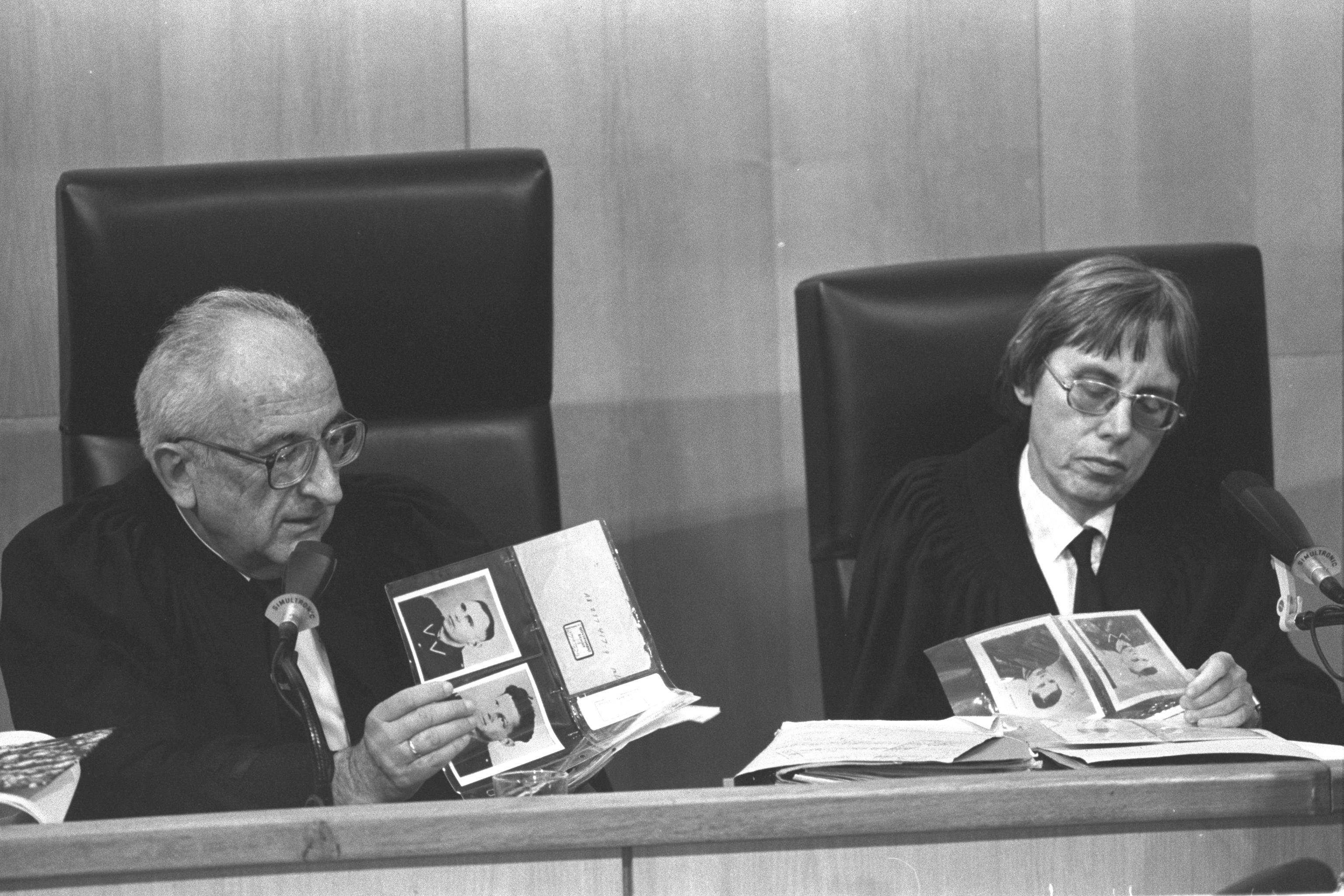
イスラエルの法廷での裁判官

1986年にイスラエル政府に引き渡され、1988年にイスラエル下級裁は、イスラエルで暮らす強制収容所生存者の身元確認によりトレブリンカ強制収容所で「イヴァン雷帝」と呼ばれて残虐行為をしていた人物はデミャニュクと断定し、彼に死刑判決を下した。しかし、1993年にイスラエル最高裁判所は別の証拠からトレブリンカ強制収容所で「イヴァン雷帝」と呼ばれて残虐行為をしていた人物はデミャニュクでなく、別の看守と断定。無罪が確定し、アメリカ合衆国オハイオ州クリーブランドへ戻された。
デミャニュクは、一貫して「自分はただの捕虜で、残虐行為は行っていない」と無罪を主張していた。

#### アメリカ
2001年にソビボル強制収容所とマイダネク強制収容所とフロッセンビュルク強制収容所で看守をしていたことについてアメリカ合衆国で裁判にかけられ、検察により彼が強制収容所で看守をしていたことを証明する文書と、トラヴニキにあった親衛隊の施設で看守としての訓練を受けていた時期のデミャニュクの写真を証拠として挙げた。デミャニュクは2002年に市民権を剥奪され、2005年にはドイツ、ポーランド又はウクライナへの強制送還が決定した。
その後もアメリカ合衆国に留め置かれていたが、2009年4月2日にドイツへ強制送還されることが発表された。デミャニュクの息子、ジョン・デミャニュク・ジュニアは父が白血病で死に瀕していて移送中に死ぬだろうと主張し、デミャニュクもアメリカ合衆国最高裁判所に体力的な問題で、送還差し止めを訴えたが、アメリカ合衆国連邦政府が3月に、自力で車から降り、歩いて病院へ向かうデミャニュクの写真を発表。最高裁は、訴えを棄却した。

#### ドイツ
2009年5月11日にクリーブランドを発ち、12日にミュンヘンに到着した。到着と同時に89歳という高齢のためシュターデルハイム刑務所の特別医療房に入れられ、そこでドイツ警察に正式に逮捕された。2009年11月30日、2万9000人の殺人の共犯容疑を裁く公判がミュンヘンの法廷で開始された。
2011年5月12日、ミュンヘン地方裁判所は、デミャニュクに対し、ユダヤ人ら少なくとも2万8000人の殺害に関わったとして、禁錮5年（求刑同6年）の有罪判決を言い渡した。デミャニュクは容疑を否定し、控訴した。裁判所は、デミャニュクを釈放している。

### 死去
2012年3月17日、バイエルン州ローゼンハイム郡バート・ファイルンバッハの老人福祉施設で死去、91歳。